# Extraction hydraulique

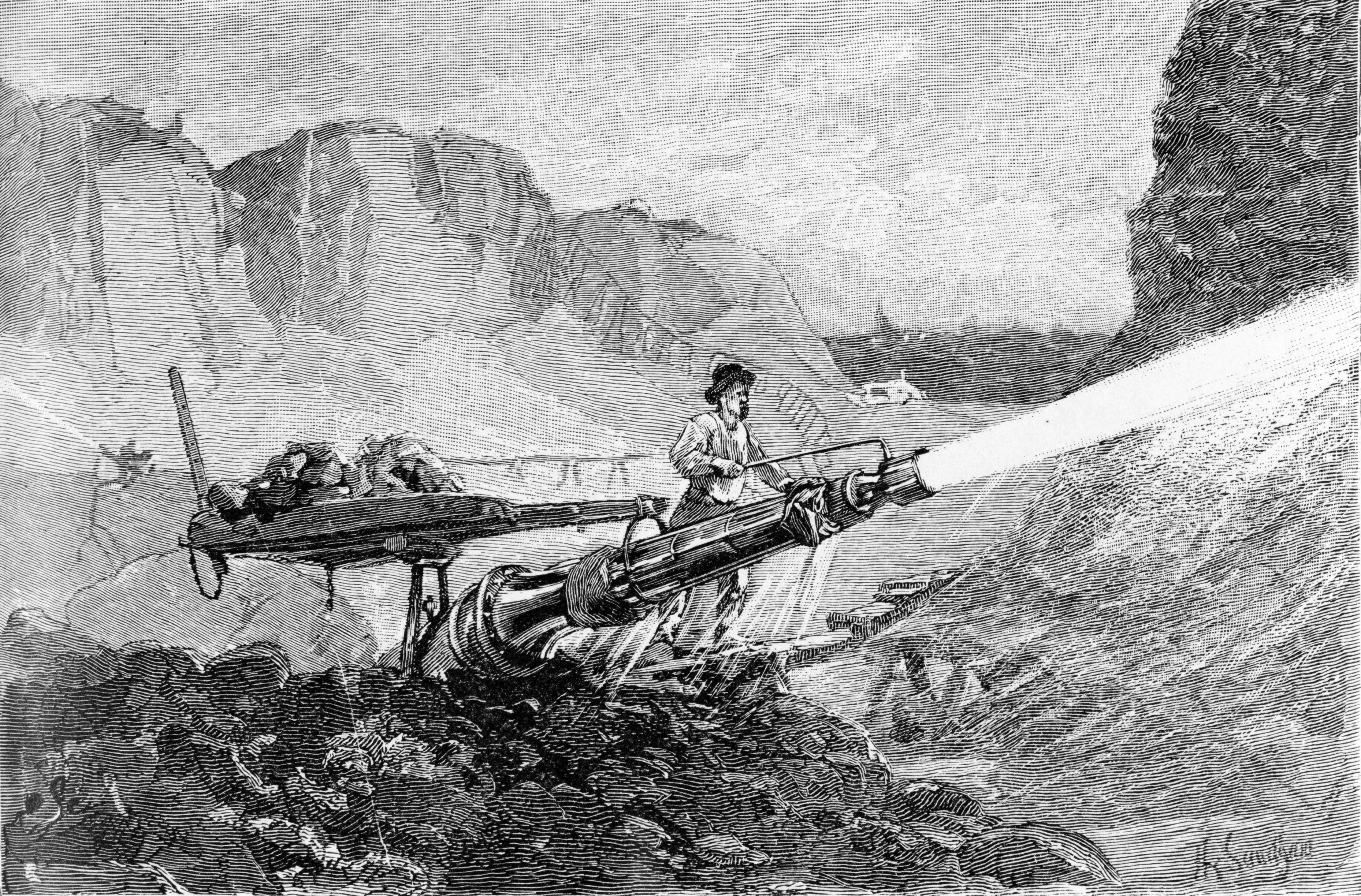
Un mineur utilisant un canon à eau pour extraire de l'or en Californie, The Century Magazine Janvier 1883.

L'extraction hydraulique, aussi appelé abattage hydraulique, consiste à utiliser l'eau sous pression pour éroder des roches ou remuer des sédiments. Dans l'exploitation des placers d'or ou d'étain, la boue d'eau et de sédiments qui en résulte est acheminée dans des caisses sluice pour en extraire l'or. Elle est également utilisée dans l'extraction du kaolin et du charbon.
L'exploitation minière hydraulique s'est développée à partir des anciennes techniques romaines qui utilisaient l'eau pour creuser des gisements souterrains meubles. Sa forme moderne, qui utilise des jets d'eau sous pression produits par une Tuyère appelée « moniteur », est apparue dans les années 1850 lors de la Ruée vers l'or de Californie aux États-Unis. Bien qu'il ait permis d'extraire des minéraux riches en or, l'utilisation généralisée de ce procédé a entraîné d'importants dommages environnementaux, tels que l'augmentation des inondations et de l'érosion, ainsi que l'obstruction des voies d'eau et le recouvrement des champs agricoles par des sédiments. Ces problèmes ont conduit à la mise en place d'une réglementation légale. L'exploitation minière hydraulique a été utilisée sous diverses formes dans le monde entier.

## Histoire

### Les premieres extraction hydrauliques: les sluices
L'exploitation minière hydraulique eu pour précurseur la pratique de l'éclusage (en anglais "hushing"), qui consistait à détourner les cours d'eau de surface afin d'éroder les graviers contenant de l'or. Cette technique est mise au point aux premiers siècles avant et après J.-C. par les mineurs romains pour éroder les alluvions. Les Romains utilisaient déjà les rampes de lavage (ou sluices) pour enlever les mort-terrain et les débris aurifères à Las Médulas en Espagne, et à Dolaucothi en Grande-Bretagne. Le site de Las Médulas a été le théâtre de l'activité minière romaine. Des bassins étaient construits en hauteur. Lorsque l'eau était relâchée, d'un coup, elle dévalait les pentes ou pénétrait dans des galeries et y arrachait la roche friable qui était traitée plus bas. Pour acheminer l'eau, les romains avaient construit un réseau de canalisations de plus de 300 km. La méthode a également été utilisée en Angleterre et au Pays de Galles élisabéthains (et rarement en Écosse) pour développer les mines de plomb, d'étain et de cuivre[citation nécessaire].
L'eau est utilisée à grande échelle par les ingénieurs romains aux premiers siècles avant et après J.-C., lorsque l'empire romain s'étendait rapidement en Europe. En utilisant le procédé de l’éclusage, les Romains stockaient un grand volume d'eau dans un réservoir situé juste au-dessus de la zone à exploiter. L'eau était ensuite rapidement libérée. La vague d'eau qui en résultait enlevait les mort-terrain et mettait à nu la roche mère. Les veines d'or de la roche mère étaient ensuite exploitées selon différentes techniques, et l'énergie hydraulique était à nouveau utilisée pour éliminer les débris. Les vestiges de Las Médulas et des environs montrent des paysages de badlands à une échelle gigantesque en raison de l'exploitation hydraulique des riches gisements d'or alluvionnaires. Las Médulas est aujourd'hui un site du patrimoine mondial de l'UNESCO. Le site présente les vestiges d'au moins sept grands aqueducs romains d'une longueur pouvant atteindre 30 miles, qui alimentaient le site en eau. Les opérations d'extraction de l'or ont été décrites de manière saisissante par Pline l'Ancien dans son Histoire naturelle (encyclopédie) publiée au premier siècle de notre ère. Pline était procureur (Rome antique) à la Tarraconaise dans les années 70 après J.-C. et assiste lui-même à ces opérations. L'utilisation de l'écrasement a été confirmée par des études de terrain et par l'archéologie à Dolaucothi, dans le sud du Pays de Galles, la seule mine d'or romaine connue en Grande-Bretagne[réf. nécessaire].

### Ruée vers l'or en Californie

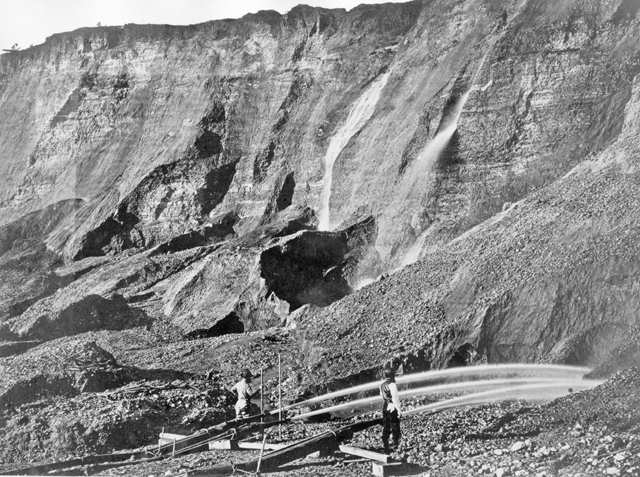
Des mineurs d'or creusent une falaise érodée avec des jets d'eau dans une mine de placer a Dutch Flat (Californie) entre 1857 et 1870.

La forme moderne de l'exploitation minière hydraulique, qui utilise des jets d'eau à très haute pression dirigés par des tuyaux et des tuyères sur des paléograviers aurifères, est utilisée pour la première fois par Edward Matteson près de Nevada City, en Californie, en 1853, pendant la Ruée vers l'or de Californie. Les canons à eau sont utilisés pour la première fois en Californie en 1853 pour exploiter les gisements lors de la ruée vers l'or. Matteson utilisait des bas en toile, qui furent ensuite remplacés par des bas à crinoline dans les années 1860. En Californie, l'exploitation minière hydraulique consiste souvent à amener l'eau d'endroits plus élevés sur de longues distances jusqu'à des bassins de rétention situés à plusieurs centaines de pieds au-dessus de la zone à exploiter. L'exploitation hydraulique californienne exploite les dépôts de gravier, ce qui en fait une forme d'exploitation minière de placers.
Les premiers mineurs de placers en Californie découvrent que plus ils pouvaient traiter de gravier, plus ils avaient de chances de trouver de l'or. Au lieu de travailler avec des casseroles, des boîtes à vannes, des long toms et des rockers, les mineurs collaborent pour trouver des moyens de traiter de plus grandes quantités de gravier plus rapidement. L'exploitation hydraulique devient alors la forme la plus importante et la plus dévastatrice de l'exploitation des placers. L'eau était redirigée dans un canal de plus en plus étroit, à travers un grand tuyau en toile, et ressortait par une tuyère géante en fer, appelée « moniteur ». Le courant à très haute pression était utilisé pour laver des flancs de collines entiers à travers d'énormes écluses.
Au début des années 1860, alors que l'exploitation hydraulique est à son apogée, l'exploitation à petite échelle des placers avait largement épuisé les riches placers de surface, et l'industrie minière s’était tournée vers l'exploitation des roches dures (appelée exploitation du quartz en Californie) ou l'exploitation hydraulique, qui nécessitait des organisations plus importantes et des capitaux beaucoup plus importants. Au milieu des années 1880, on estime que 11 millions d'onces d'or (d'une valeur d'environ 7,5 milliards de dollars américains au prix de 2006) avaient été récupérées par l'exploitation hydraulique.

#### Nuisances environnementales

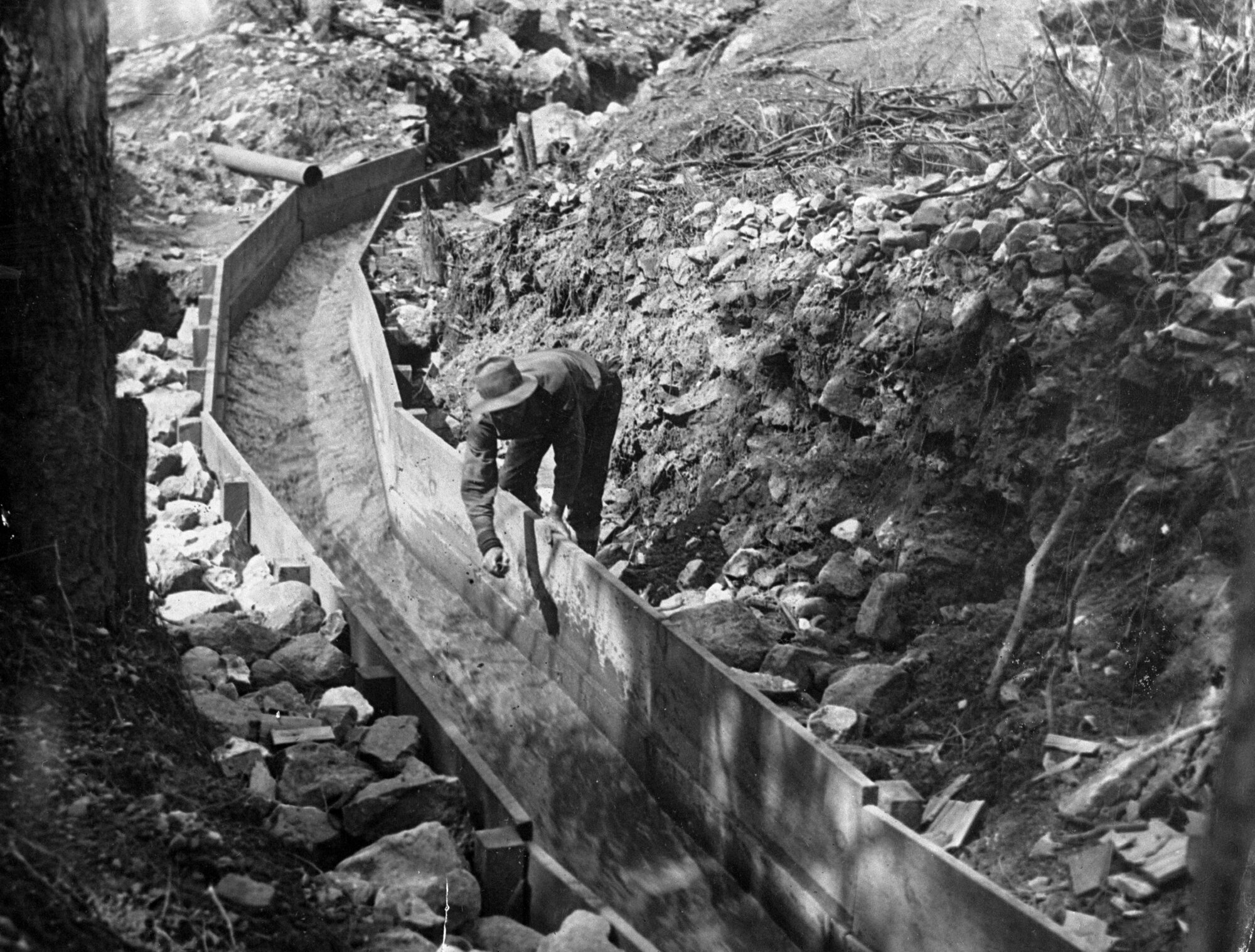
Un homme travaillant sur un caisson en bois de sluice bordé de roches.

Tout en générant des millions de dollars de recettes fiscales pour l'État et en faisant vivre une importante population de mineurs dans les montagnes, l'exploitation minière hydraulique a un effet dévastateur sur les habitants, l'environnement naturel et les systèmes agricoles de la Californie. Des millions de tonnes de terre et d'eau sont déversées dans les ruisseaux de montagne qui alimentent les rivières se jetant dans la vallée du Sacramento. Une fois que les rivières ont atteint la vallée relativement plate, l'eau ralentit, les rivières s'élargissent et les sédiments se déposent dans les plaines d'inondation et les lits des rivières, provoquant leur élévation, leur déplacement vers de nouveaux chenaux et le débordement de leurs berges, ce qui a entraîné d'importantes inondations, en particulier lors de la fonte des neiges au printemps.
Les villes de la vallée du Sacramento connaissent un nombre croissant d'inondations dévastatrices, tandis que l'élévation du lit des cours d'eau rendait la navigation de plus en plus difficile. Marysville est la ville la plus touchée. Située au confluent des rivières Yuba et Feather, Marysville était le dernier point de départ des mineurs qui se rendaient dans les contreforts du nord pour y chercher fortune. Les bateaux à vapeur en provenance de San Francisco, transportant des mineurs et des fournitures, remontaient la rivière Sacramento, puis la rivière Feather jusqu'à Marysville où ils déchargeaient leurs passagers et leur cargaison. Marysville finit par construire un système complexe de digues pour protéger la ville des inondations et des sédiments. L'exploitation hydraulique aggrave considérablement le problème des inondations à Marysville et réduit tellement les eaux de la rivière Feather que peu de bateaux à vapeur pouvaient naviguer de Sacramento jusqu'aux quais de Marysville. Les sédiments laissés par ces travaux ont été retraités par des dragues minières à la mine Yuba Goldfields, située près de Marysville.

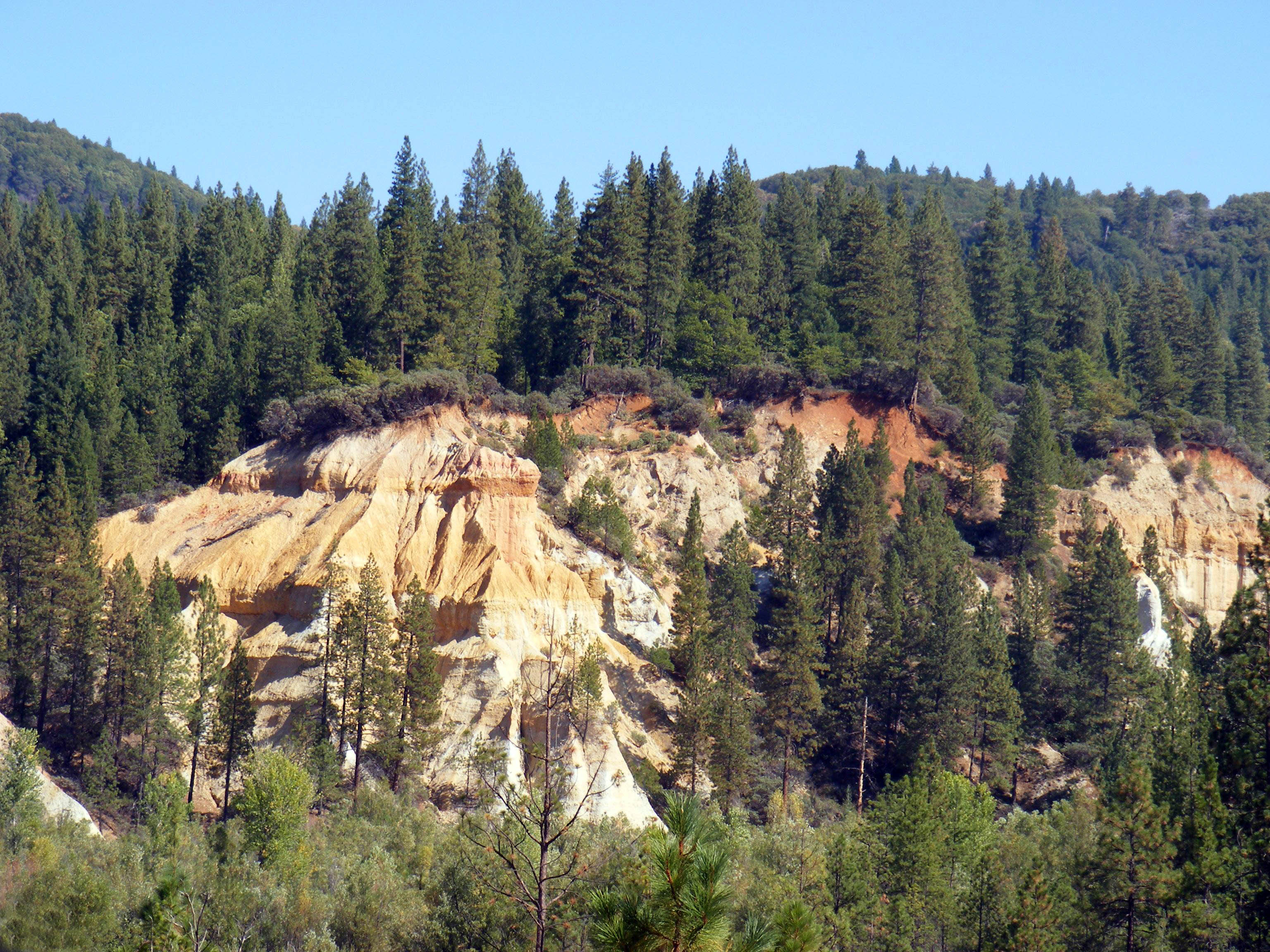
Les Malakoff Diggins en Californie, montrent les effets du minage hydraulique sur les collines plus d'un siècle après.

Le paysage spectaculaire érodé laissé sur le site de l'exploitation minière hydraulique peut être observé au Malakoff Diggins State Historic Park dans le Nevada County en Californie.
La baie de San Francisco devient un exutoire pour les sous-produits polluants pendant la ruée vers l'or. L'exploitation minière hydraulique laisse une traînée de déchets toxiques, appelés "slickens", qui s'est écoulée des sites miniers de la Sierras jusqu'à la baie de San Francisco, en passant par le fleuve Sacramento. Les slickens contenaient des métaux nocifs tels que le mercure. Au cours de cette période, l'industrie minière rejette 1,5 milliard de mètres cubes de slickens toxiques dans la rivière Sacramento. En traversant les artères fluviales de Californie, les slickens déposent leurs toxiques dans les écosystèmes et les cours d'eau locaux. Les terres agricoles avoisinantes sont contaminées, ce qui entraîne un rejet politique de l'exploitation minière hydraulique. La nappe s'écoule dans le fleuve Sacramento avant de se déverser dans la baie de San Francisco. Actuellement, la baie de San Francisco reste dangereusement contaminée par le mercure. Selon des estimations, il faudra encore un siècle avant que la baie n'élimine naturellement le mercure.

#### Action en justice: affaires emblématiques
De vastes étendues de terres agricoles dans la vallée du Sacramento ont été profondément ensevelies par les sédiments miniers. Souvent dévastés par les inondations, les agriculteurs exigent la fin de l'exploitation minière hydraulique. Dans le cadre du combat juridique le plus célèbre entre agriculteurs et mineurs, les agriculteurs poursuivent les exploitations minières hydrauliques et l'affaire historique de « Woodruff v. North Bloomfield Mining and Gravel Company » a été portée devant la United States District Court de San Francisco, où le juge Lorenzo Sawyer s'est prononcé en faveur des fermiers et a interdit l'exploitation minière hydraulique le 7 janvier 1884, déclarant que l'exploitation minière hydraulique était « une nuisance publique et privée » et interdisant son exploitation dans les zones tributaires des cours d'eau et rivières navigables.
L'exploitation hydraulique à plus petite échelle reprend après 1893, lorsque le Congrès des États-Unis adopte la Loi Anthony Caminetti, qui autorisait ce type d'exploitation à condition de construire des Bassins de rétention de sédiments. Cela a conduit à un certain nombre d'opérations au-dessus de barrages de broussailles et de barrages en caillebotis destinés à retenir les sédiments. La plupart des infrastructures minières hydrauliques d'acheminement de l'eau ayant été détruites par une inondation en 1891, cette dernière étape de l'exploitation minière s'est déroulée à une échelle beaucoup plus réduite en Californie.

### Usages hors de Californie

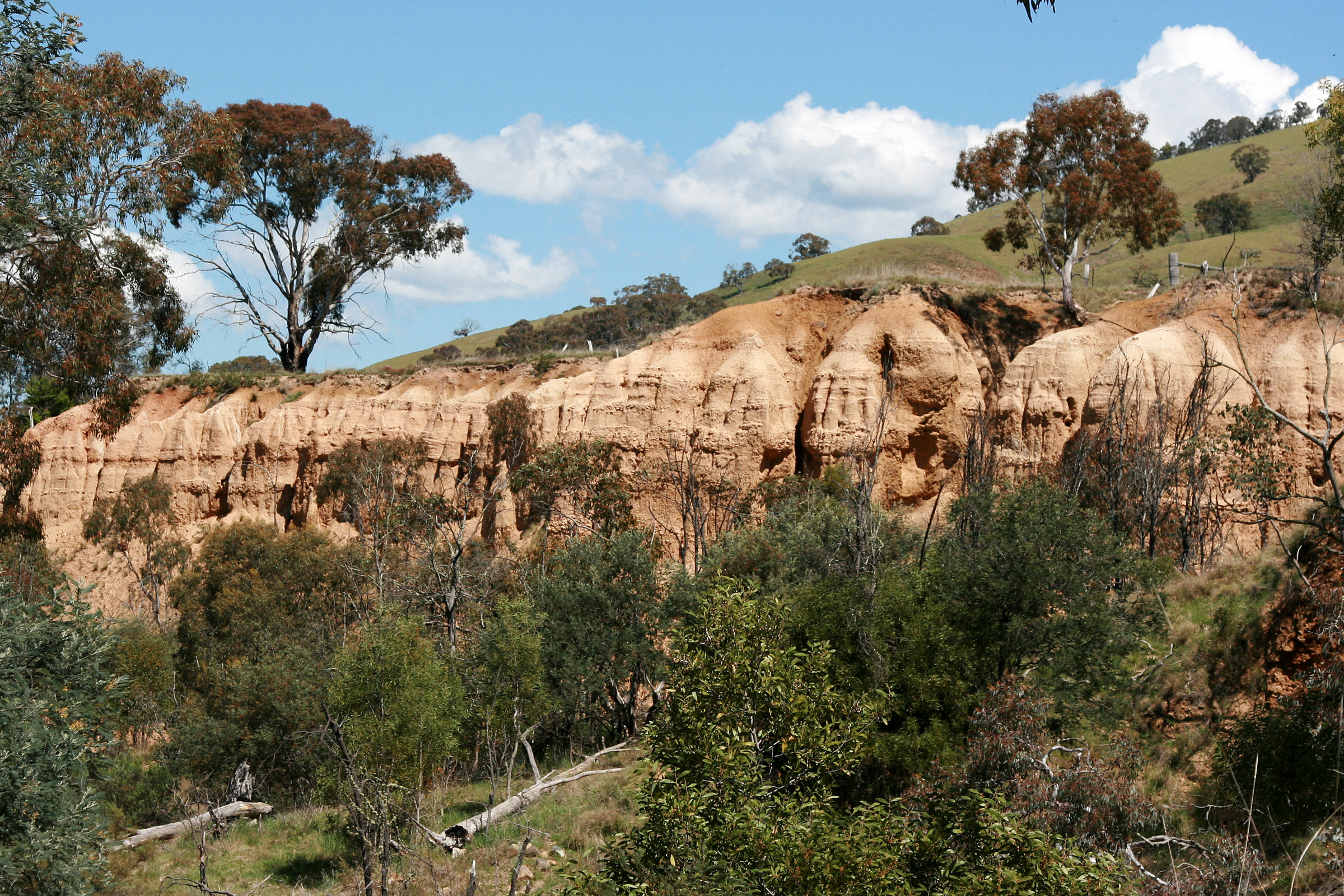
Dans les Oriental Claims prés d' Omeo en Australie, ou des mines fonctionnent entre les années 1850 et 1900s, les sluices hydrauliques ont laissées des falaises artificielles allant jusqu’à 30m de haut autour du secteur.

Bien qu'elle soit souvent associée à la Californie en raison de son adoption et de son utilisation généralisée dans cette région, la technologie est largement exportée, vers l'Oregon (Jacksonville en 1856), le Colorado (Clear Creek, Central City et Breckenridge en 1860), le Montana (Bannack en 1865), l'Arizona (Lynx Creek en 1868), l'Idaho (Idaho City en 1863), le Dakota du Sud (Deadwood en 1876), l'Alaska (Fairbanks en 1920), la Colombie-Britannique (Canada) et l'étranger. Elle est largement utilisée à Dahlonega, Géorgie et continue d'être utilisée dans les pays en développement, souvent avec des conséquences dévastatrices pour l'environnement. La dévastation causée par cette méthode d'exploitation minière a incité Edwin Carter, le « Log Cabin Naturalist », à passer de l'exploitation minière à la collecte de spécimens d'animaux sauvages entre 1875 et 1900 à Breckenridge, dans le Colorado, aux États-Unis.
L'exploitation minière hydraulique a également été utilisée pendant les ruées vers l'or en Australie, où elle était appelée sluicing hydraulique. Un site remarquable est celui des Oriental Claims près d'Omeo dans le Victoria où cette technique est utilisée entre les années 1850 et le début des années 1900, avec de nombreux dégâts encore visibles aujourd'hui.

## Usages contemporains

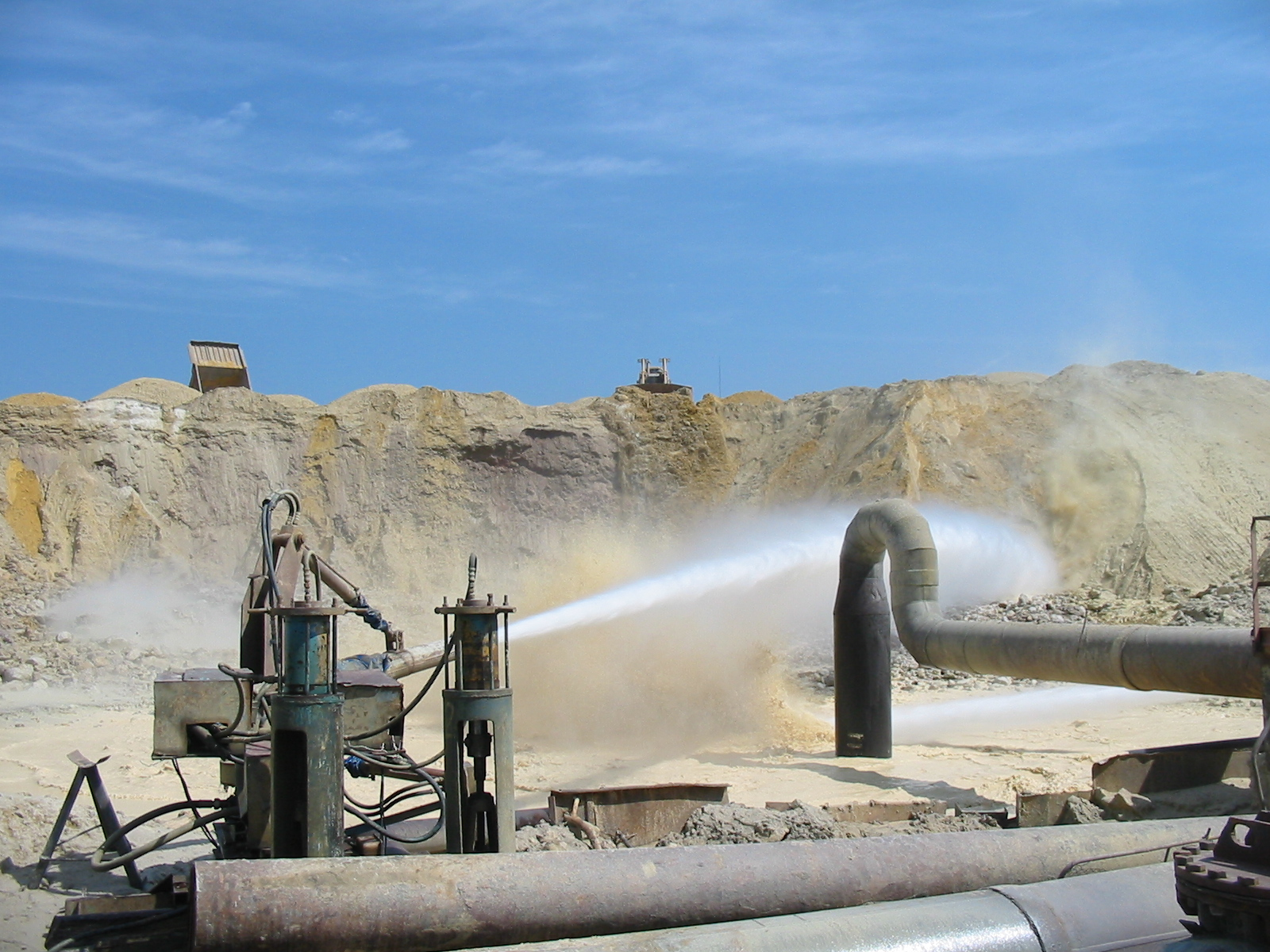
Moniteur d'exploitation minière hydraulique moderne en service.

Outre son utilisation dans l'exploitation minière proprement dite, l'exploitation minière hydraulique peut être utilisée comme technique de terrassement, principalement pour démolir des collines. Par exemple, le Denny Regrade à Seattle est réalisé en grande partie grâce à l'exploitation hydraulique.
L'exploitation hydraulique est la principale méthode d'extraction de l'argile kaolinite en Cornouailles et Devon, dans le sud-ouest de l'Angleterre.
L'Égypte a utilisé des méthodes d'exploitation hydraulique pour brèchement le mur de sable de la Ligne Bar Lev du canal de Suez, lors de l'Opération Badr (1973) qui a ouvert la Guerre du Kippour.

### Gisement d'or du Rand
Dans les champs aurifères du Rand sud-africain, une installation de retraitement des résidus de surface de l'or appelée East Rand Gold and Uranium Company (ERGO) est en activité depuis 1977. L'installation utilise des moniteurs hydrauliques pour créer des boues à partir de sites de résidus plus anciens (et donc plus riches) et les pomper sur de longues distances jusqu'à une usine de concentration.
L'installation traite près de deux millions de tonnes de résidus chaque mois à un coût de traitement inférieur à 3,00 USD/t (2013). L'or n'est récupéré qu'à un taux de 0,20 g/t, mais le faible rendement est compensé par le coût extrêmement bas du traitement, aucune extraction ou broyage risqué ou coûteux n'étant nécessaire pour la récupération.
Les boues qui en résultent sont pompées plus loin des zones bâties, ce qui permet le développement économique des terres proches des zones à valeur commerciale et précédemment couvertes par les résidus. Les décharges minières historiques de couleur jaune autour de Johannesburg sont aujourd'hui presque une rareté, que l'on ne voit plus que sur d'anciennes photographies[réf. nécessaire].
L'uranium et la pyrite (pour la production d'acide sulfurique) peuvent également être récupérés à partir du flux de traitement en tant que coproduits dans des conditions économiques appropriées[réf. nécessaire].

## Exploitation hydraulique souterraine
Des jets d'eau à haute pression ont également été utilisés dans l'extraction souterraine du charbon, pour briser la veine de charbon et laver la boue de charbon qui en résulte vers un point de collecte. La buse d'eau à haute pression est appelée « hydro monitor ».